# Februarie 1999
Acest articol este generat integral pe baza informațiilor din articolul 1999 și este actualizat periodic de un robot.
 Editările făcute în articol vor fi șterse la următoarea actualizare! Dacă doriți să faceți modificări, editați articolul-sursă.

ianuarie -
februarie -
martie -
aprilie -
mai -
iunie -
iulie -
august -
septembrie -
octombrie -
noiembrie -
decembrie
Februarie 1999 a fost a doua lună a anului și a început într-o zi de luni.

## Evenimente
- 7 februarie: Regele Hussein al Iordaniei moare, iar fiul său, Abdullah II moștenește tronul.
- 12 februarie: Bill Clinton este achitat de Senatul american în procesul de demitere.
- 13 februarie: Gabriela Szabo stabilește un nou record mondial la proba de 5000 de metri.
- 15 februarie: Curtea Supremă îl condamnă pe Miron Cozma la 18 ani de închisoare pentru participarea la mineriada din 23-28 septembrie 1991, fiind acuzat de subminarea puterii de stat, nerespectarea regimului armelor și munițiilor și încălcarea normelor de transport pe căile ferate.[1]
- 17 februarie: A șasea mineriadă: Au avut loc, în localitatea Stoenești, județul Olt, confruntări violente între forțele de ordine și grupuri de mineri porniți spre Capitală. Forțele Jandarmeriei opresc cei 3.500 de mineri. Miron Cozma a fost arestat.[1]
- 23 februarie: Membrii Consiliului de Administrație al Bancorex, în frunte cu președintele băncii, Vlad Soare, au demisionat. În scurt timp deponenții iau cu asalt ghișeele băncii pentru retragerea banilor.
- 26 februarie: Guvernatorul BNR, Mugur Isărescu, afirmă că Bancorex a fost prejudiciată cu sute de milioane de dolari prin acordarea unor credite neperformante.

## Nașteri
- 2 februarie: Lirim Kastrati, fotbalist albanez
- 7 februarie: Jonas Wind, fotbalist danez
- 11 februarie: Andriy Lunin, fotbalist ucrainean (portar)
- 11 februarie: Kyosuke Tagawa, fotbalist japonez
- 16 februarie: Mario Mihai, fotbalist român
- 17 februarie: Alex de Minaur, jucător australian de tenis
- 19 februarie: Anastasia Nichita, luptătoare din Republica Moldova
- 25 februarie: Emy Alupei (Andreea Emilia Alupei), cântăreață română
- 25 februarie: Gianluigi Donnarumma, fotbalist italian (portar)

## Decese
- 1 februarie: Rudolf Kárpáti, 78 ani, scrimer olimpic maghiar (sabie), (n. 1920)
- 5 februarie: Wassily Leontief, 92 ani, economist rus de etnie evreiască, laureat al Premiului Nobel (1973), (n. 1906)
- 6 februarie: Hans Zikeli, 88 ani, handbalist român (n. 1910)
- 7 februarie: Umberto Maglioli, 70 ani, pilot italian de Formula 1 (n. 1928)
- 9 februarie: Angelo Miculescu, 69 ani, politician român (n. 1929)
- 15 februarie: Neculai Asandei, 70 ani, chimist român (n. 1928)
- 15 februarie: Big L (Lamont Coleman), 24 ani, rapper american (n. 1974)
- 15 februarie: Henry Way Kendall, 72 ani, fizician american (n. 1926)
- 16 februarie: James Hill, 72 ani, politician britanic (n. 1926)
- 18 februarie: Alexander Sherlock, 77 ani, politician britanic (n. 1922)
- 19 februarie: Constantin Oțet, 58 ani, antrenor și fotbalist român (n. 1940)
- 23 februarie: Grigore Beuran, 74 ani, prozator și romancier român (n. 1924)
- 25 februarie: Glenn Theodore Seaborg, 86 ani, chimist american, laureat al Premiului Nobel (1951), (n. 1912)